# Panoramatický fotoaparát

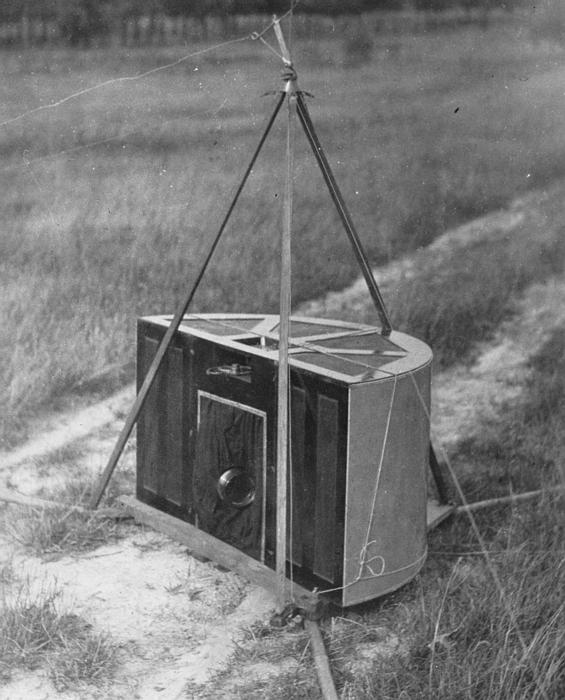
George R. Lawrence použil vlečnou soupravu devíti draků, aby minimalizoval pohyb této štěrbinové panoramatické kamery, která vážila 25 kg a dosáhla výšky 609,6 metru

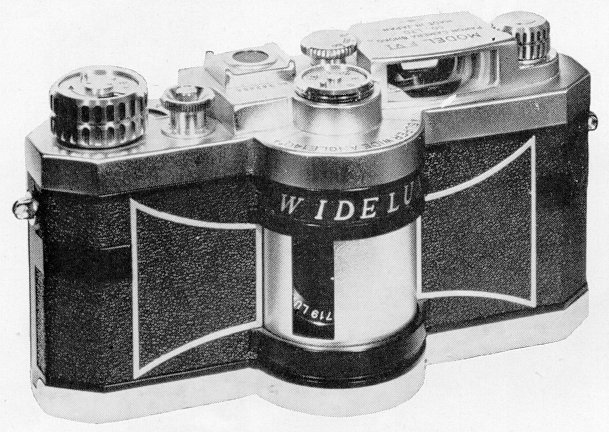
Fotoaparát Widelux model F VI, 1969

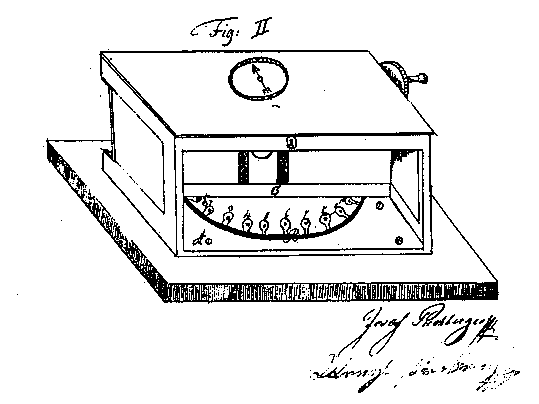
Zadní stranana panoramatického fotoaparátu na zakřivené desky Josepha Puchbergera

Panoramatický fotoaparát je speciálně postavený fotoaparát, který umožňuje pořizování panoramatických snímků s co největším úhlem záběru.
Nejčastěji se používá u krajiny nebo jakéhokoliv jiného celku. Panoramatická fotografie je divácky vděčná, je bližší tomu jak lidé očima vnímají svět kolem sebe a proto patří k velmi atraktivní oblasti fotografie.

## Historie
Jeden z prvních zaznamenaných patentů na panoramatickou kameru předložil Joseph Puchberger v Rakousku v roce 1843. Jeho fotoaparát dokázal zaznamenat zorné pole s úhlem 150°, ohniskem 20,32 centimetrů na daguerrotypické desky dlouhé 61 centimetrů.
Úspěšnější a technicky dokonalejší panoramatickou kamerou zkonstruoval Friedrich von Martens v Německu v roce 1844. Jeho kamera dostala jméno Megaskop.
Po příchodu mokrého kolódiového procesu se nejen panoramatická fotografie stala technicky mnohem jednodušší a levnější než daguerreotypie.
Pokud neměli fotografové k dispozici panoramatické fotoaparáty, využívali jednoduché triky. Francouz Édouard Baldus okolo roku 1855 používal papírové negativy o rozměru 10×14 palců, ze kterých pořizoval kontaktní tisky 1:1. Když chtěl pořídit obraz větší, pokládal kontaktní kopie vedle sebe, což mělo panoramatický účinek. Baldus poskládal z několika negativů panorama dlouhé přes dva metry.
Příchod fotografického filmu v roce 1888 způsobil převrat v panoramatických fotoaparátech. Na trh byly uvedeny desítky kamer. Mezi nimi například Cylindrograph, Wonder Panoramic, Pantascopic nebo Cyclo-Pan.
Slavné panoramatické fotografie San Francisca po zemětřesení v roce 1906 pořídil pionýr letecké fotografie z draků George R. Lawrence velkoformátovým panoramatickým fotoaparátem a stabilizační plošiny, kterou sám navrhl. Jednalo se o 160stupňovou panoramatickou fotografii pořízenou z výšky 600 metrů, která byla vyvolána kontaktním otiskem z negativu o rozměrech 43×122 cm. Fotoaparát vážil 22 kilogramů a používaly se v něm celuloidové desky.
Robotické vozítko Mars Exploration Rover bylo vybaveno na otočném stěžni panoramatickou kamerou (PanCam) pro stereoskopické snímkování terénu, obě části byly vybaveny kotouči filtrů pro odhad mineralogického složení okolí.